# Homaea
Homaea is een geslacht van vlinders van de familie spinneruilen (Erebidae), uit de onderfamilie Catocalinae.

## Soorten
- H. addisonae Hampson, 1914
- H. arefacta Swinhoe, 1884
- H. clathrum Guenée, 1852
- H. striatalis Hampson, 1918